# Puntal dels Escambrons
El Puntal dels Escambrons és una muntanya de 495 metres situada entre els municipis d'Almatret al Segrià i Riba-roja d'Ebre a la Ribera d'Ebre. És el cim més alt de la comarca del Segrià.